# Casa del Hidalgo
La Casa del Hidalgo es un edificio de la localidad española de Alcázar de San Juan, en la provincia de Ciudad Real. Cuenta con el estatus de  Bien de Interés Patrimonial.

## Descripción
El inmueble se ubica en la calle del Cautivo de la localidad ciudadrealeña de Alcázar de San Juan, en Castilla-La Mancha. «Casa del Hidalgo» es la denominación dada recientemente al inmueble en el proceso de reconversión del edificio como museo y centro de interpretación dedicado a la forma de vida de los hidalgos manchegos. Su nombre antiguo era el de Casa del Rey, ya que fue la residencia del gobernador de la Real Fábrica de Pólvora que existía en Alcázar de San Juan desde el siglo XVI. También estuvo destinada a habitación del coronel director de la Fábrica de Salitres, cuando la citada fábrica estuvo a cargo del cuerpo de artillería en 1850. Unos años después, en 1863, por la supresión de la fábrica del Salitre de Alcázar, se vendió la casa en subasta pública, siendo su propietario a principios del siglo XX Julián Olivares, hasta que a principios de este siglo XXI la adquiere el Ayuntamiento para rehabilitarla y ubicar en ella el museo actual.
En la actualidad el inmueble es el resultado de la unión de dos edificaciones mediante la apertura de vanos practicados en el muro medianero que las separaba. La casa situada al este y conocida como Casa del Hidalgo se conserva íntegramente, mientras que la situada al oeste conserva tan solo una pequeña parte de lo que debió ser el solar original de la antigua casa. De los 15 798 pies superficiales con que contaba en el siglo XIX el edificio, la actual casa cuenta con 7238 pies. De ahí que la casa fuera más grande que la que existe en la actualidad, algo que queda patente con la observación de los difíciles encuentros entre tejados, resueltos mediante complicadas limahoyas y limatesas, la discontinuidad de algunas de sus crujías, o la interrupción de la línea de fachada en sus dos extremos.

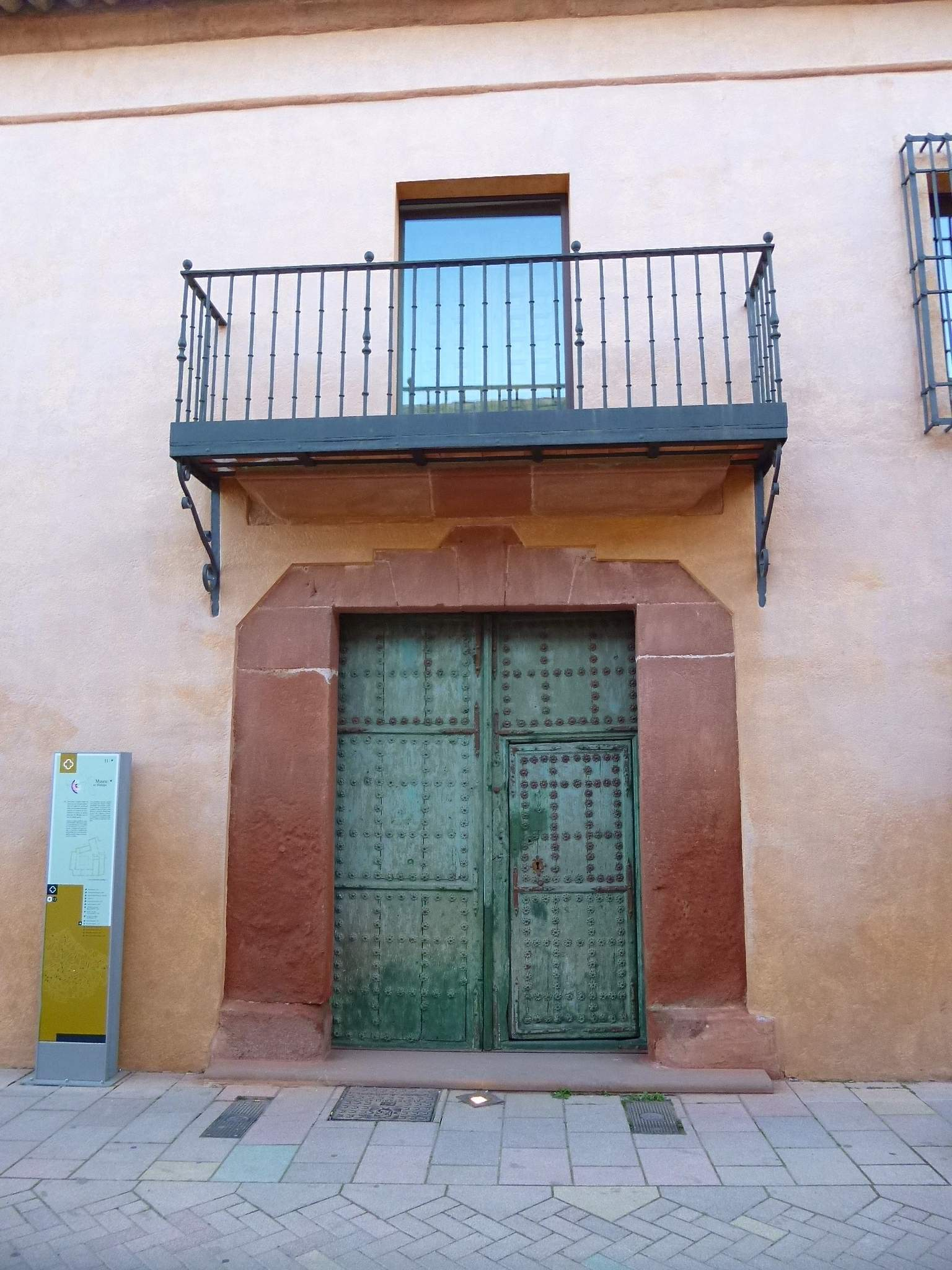
Puerta en la fachada

Parte del edificio daba a la calle paralela (actual calle de Méndez Núñez), donde se encontraban los silos para almacenar el grano y, aunque en la actualidad la casa tan sólo conserva un patio, también se sabe que existió otro. Ello hace pensar que la casa debió organizarse en dos bloques enlazados.
La tipología de la misma responde a una casona cuyos antecedentes hay que buscarlos en las “casas patio” y “casas patio entre medianeras”. Aunque son muchos los elementos con los que debió contar la casa y que se encuentran desaparecidos, se mantienen algunos testigos arquitectónicos, como los techos nobles de madera del tipo alfarje o artesonado que debió tener, ya que en el mirador que después fue utilizado como palomar se pueden encontrar en su cubierta vigas gramiladas conformando un antiguo forjado de madera de estilo mudéjar.
Lo que sí se ha conservado es el acceso desde la calle al zaguán, que se hacía a través de una gran portada adintelada, con balconada característica de finales del siglo XVII o comienzos del XVIII. A través de otra gran puerta se accede al patio con siete columnas toscanas, en torno al cual se articulan las dos plantas de la vivienda. Desde el
patio se accede a dos estancias subterráneas abovedadas y excavadas en la roca, de las cuales una se dedicó a bodega y la otra a la conservación de alimentos y posteriormente se reutilizó como aljibe después de haber sido sellada su entrada originaria. En el extremo oeste de la planta inferior de la vivienda se sitúa un pozo con un brocal
tallado en piedra arenisca y decorado con motivos vegetales barrocos, que posee una conducción que capta el agua de lluvia que cae al patio, haciendo funciones de “impluvium”.
La reutilización de materiales de otras épocas es patente en todo el edificio, tales como un canecillo de madera con decoración tallada, vigas gramiladas de tradición mudéjar, que seguramente formaron parte de algún artesonado, vigas con uno de sus extremos tallados en forma de quilla de barco, azulejería talaverana del siglo XVI y rejería de cuadradillo en las ventanas.
Durante los siglos XIX y XX el edificio continuó sufriendo reformas destinadas a adaptar la casa a los nuevos tiempos. Estas reformas han consistido en ornamentaciones propias de la moda del momento como la que se puede encontrar en el techo que cubre el tiro de escalera. Se trata de una yesería policroma del barroco tardío a base de querubines, veneras y motivos vegetales donde también aparece una gran cruz verde. La última gran reforma que sufrió el edificio tuvo lugar el siglo pasado cuando acogió a varias familias, con el aprovechamiento del máximo espacio existente, lo que dio lugar a la construcción de galerías en la planta superior. Así, fueron cerrados mediante el relleno con yeso del espacio existente entre los antiguos balaustres y compartimentados con entramados de madera y panderete, para ser utilizados como cocinas y retretes. Todo esto ha hecho que la fisonomía de la casa cambiara, aunque no en su estructura básica.
En la fachada actual, se puede ver una gran puerta en arco de medio punto que posteriormente fue reconvertido en ventana y que hoy en día es la entrada al museo. Este viejo portalón debió de ser el que daba acceso a la primitiva vivienda. También se han documentado restos de un encachado realizado a base de pequeños cantos rodados de cuarcita. La otra entrada, adintelada, sirve de acceso al zaguán y pudo ser la puerta principal de la casa también durante algún tiempo; cuenta con una balconada característica de finales del XVII y comienzos del XVIII.

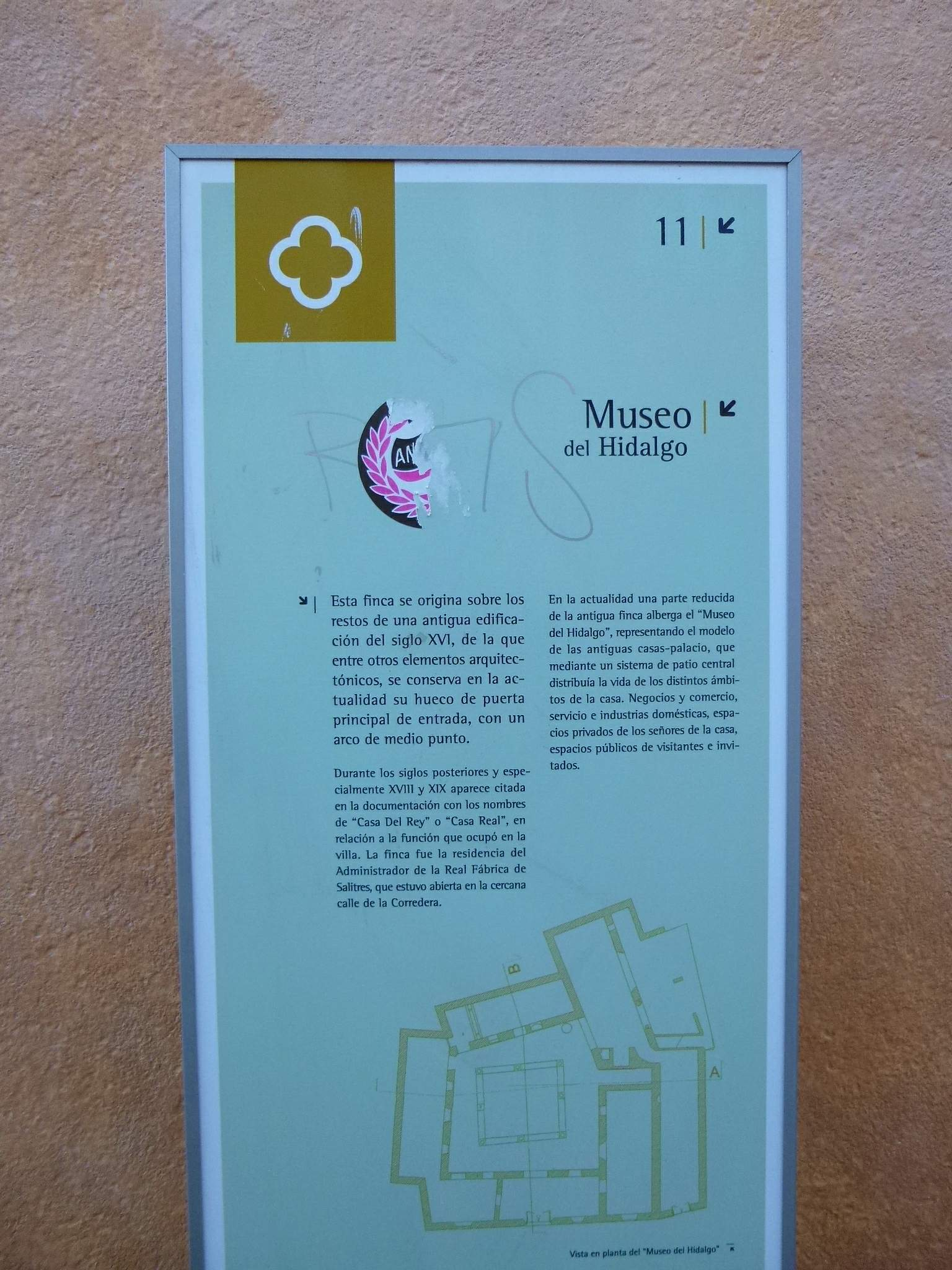
Cartel de información

La casa está dispuesta en dos plantas. Era la morada en la que vivía una familia, y su construcción debía conferir un especial valor a los espacios y la distribución de los mismos, así como a la forma y al tipo de decoración que había en ella. A través de esta simbología, su propietario expresaba su situación social respecto a los demás habitantes de la localidad. Se solía realizar con los materiales disponibles en el entorno más próximo: tierra, piedra, cal, arena, yeso, madera, carrizo y con técnicas de construcción tales como el tapial, mampostería, argamasa, ladrillo, adobe, etc. Aunque estos edificios construidos no eran solamente para la habitación de las personas, sino que también albergaban una parte destinada al trabajo, con los animales imprescindibles para las faenas del campo. Había estancias destinadas a los aperos de labranza, al almacenamiento de cosechas o la transformación y conservación de alimentos. Las cubiertas del edificio son de dos tipos: de par-hilera y de par y nudillo con teja árabe. Uno de los accesos a la casa desde la calle es al zaguán o portal. Era la primera pieza de la casa, por donde se entraba, y servía de paso a las demás dependencias de la vivienda. Se encontraba a continuación de la puerta principal y conduce al patio central de la casa. Cabe reseñar que si bien en la actualidad tan sólo se conserva un patio a modo de distribuidor y organizador de espacios en cuatro crujías y dos galerías superpuestas, por los estudios realizados se sabe que existió otro, lo que hace pensar que la casa debió organizarse en dos bloques enlazados. Al
lado derecho del zaguán se abre una estancia.
Desde esta zona de la casa se puede acceder a la cueva-bodega excavada en la roca, donde se conservan restos del apoyo de la viga del lagar, con los nichos en que se alojaban las tinajas. Volviendo al patio central de la casa, en la parte sur se encuentra el aljibe y la cocina bajo la cual existe un depósito subterráneo de agua, lugar ideado originalmente en la construcción como una fresquera donde conservar alimentos. Su uso cambió para almacenar agua de lluvia recogida desde el patio. Subiendo por la escalera original de la casa, localizada al lado oeste del patio, se aprecia en el techo una yesería policromada que reproduce una serie de querubines negros, parras y una vieira. Estos relieves de vivos colores
se enmarcan dentro del estilo rococó de inspiración andaluza. La yesería resulta muy singular, adscribiéndose a la mitad del siglo XVIII. Mamperlanes de madera evitan el desgaste de los peldaños, rematados con baldosa de barro cocido en la huella y la tabica, dispuesta en dos tramos con un rellano intermedio, le acompaña al segundo tramo un barandal de hierro forjado. Sobre el tiro de la escalera aparece un pequeño mirador, una habitación de pequeñas proporciones, de planta cuadrada construida con entramado de madera y adobes; sobre su estructura descansa una armadura de cuatro faldones de “lima bordón” que emplea en su construcción vigas reutilizadas en cuyo “papo” se pueden apreciar dos pares de gramiles.
El acceso a las habitaciones se hacía a través de la galería superior. Ésta se levanta sobre pies derechos con zapatas y una balaustrada de madera con piezas torneadas. Las habitaciones han sido habilitadas como espacios expositivos. La última de las estancias privadas sería el oratorio, en el extremo suroeste del inmueble. La presencia del torreón –de planta cuadrada- en el lado oeste lleva a pensar en la posibilidad de que la casa, por suubicación a las afueras de la villa y por sus dimensiones, se construyera siguiendo el modelo de las casas de campo.
Desde el torreón se podían divisar las dependencias domésticas, anticipar la presencia de visitas o avistar posibles amenazas. También es posible que se construyera simplemente para realzar la fachada o como un recuerdo de las torres de los castillos que años antes dominaban el paisaje. Otra hipótesis es que realizaría la función de palomar.
El 21 de octubre de 2016 fue declarado Bien de Interés Patrimonial,  con la categoría de «Construcción de Interés Patrimonial», en una resolución publicada el 3 de noviembre de ese mismo año en el Diario Oficial de Castilla-La Mancha.